# New Castle (Pennsylvania)
New Castle település az Amerikai Egyesült Államok Pennsylvania államában, Lawrence megyében, melynek megyeszékhelye is. Lakosainak száma 21 926 fő (2020. április 1.).

## Népesség
A település népességének változása:

| 2010 | 23 273 |
| 2020 | 21 926 |